# Восемь (художественная группа, США)
Восемь (англ. The Eight или Восьмёрка) — объединение американских художников начала XX века (художественная группа), созданное из части членов школы Мусорных вёдер.

## История
В 1908 году художник Роберт Генри стал одним из организаторов исторического общества под названием «Восемь», когда восемь американских художников из Нью-Йорка и Филадельфии выставили свои работы на выставке в галерее Macbeth Galleries в Нью-Йорке на Пятой авеню. Миссия выставки заключалась в протесте против консервативных вкусов и ограничительной выставочной деятельности Национальной академии дизайна. 
Первоначально в группу входили — Роберт Генри (лидер), Эверетт Шинн, Джон Слоан, Артур Дэвис, Эрнест Лоусон, Морис Прендергаст, Джордж Лакс и Уильям Глакенс. Позже к ним присоединился Джордж Беллоуз.
В 1910 году Генри организовал вторую выставку независимых художников (англ. Exhibition of Independent Artists), без жюри и призов, наподобие французского «Салона независимых» (фр. Salon des Indépendants). Выставка была положительно принята обществом, её работы хорошо продавались.
Заслуга этих художников состояла в том, что они показали возможность проведения своих собственных, независимых от официальных организаций, выставок. Как писали критики, художники группы «Восемь» были разнообразны в своих художественных стилях, но объединены в продвижении современного искусства. По прошествии ста лет, группа по-прежнему выделяется как захватывающее движение в истории современного искусства в Америке. До настоящего времени в разных музеях США периодически проводятся выставки, посвященный данной группе.

Члены группы
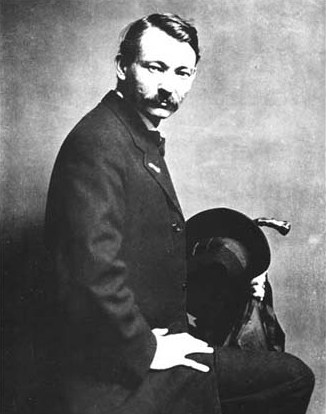
Генри
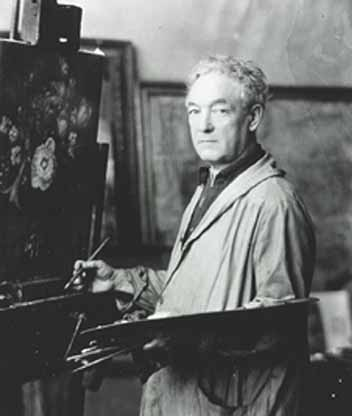
Глакенс
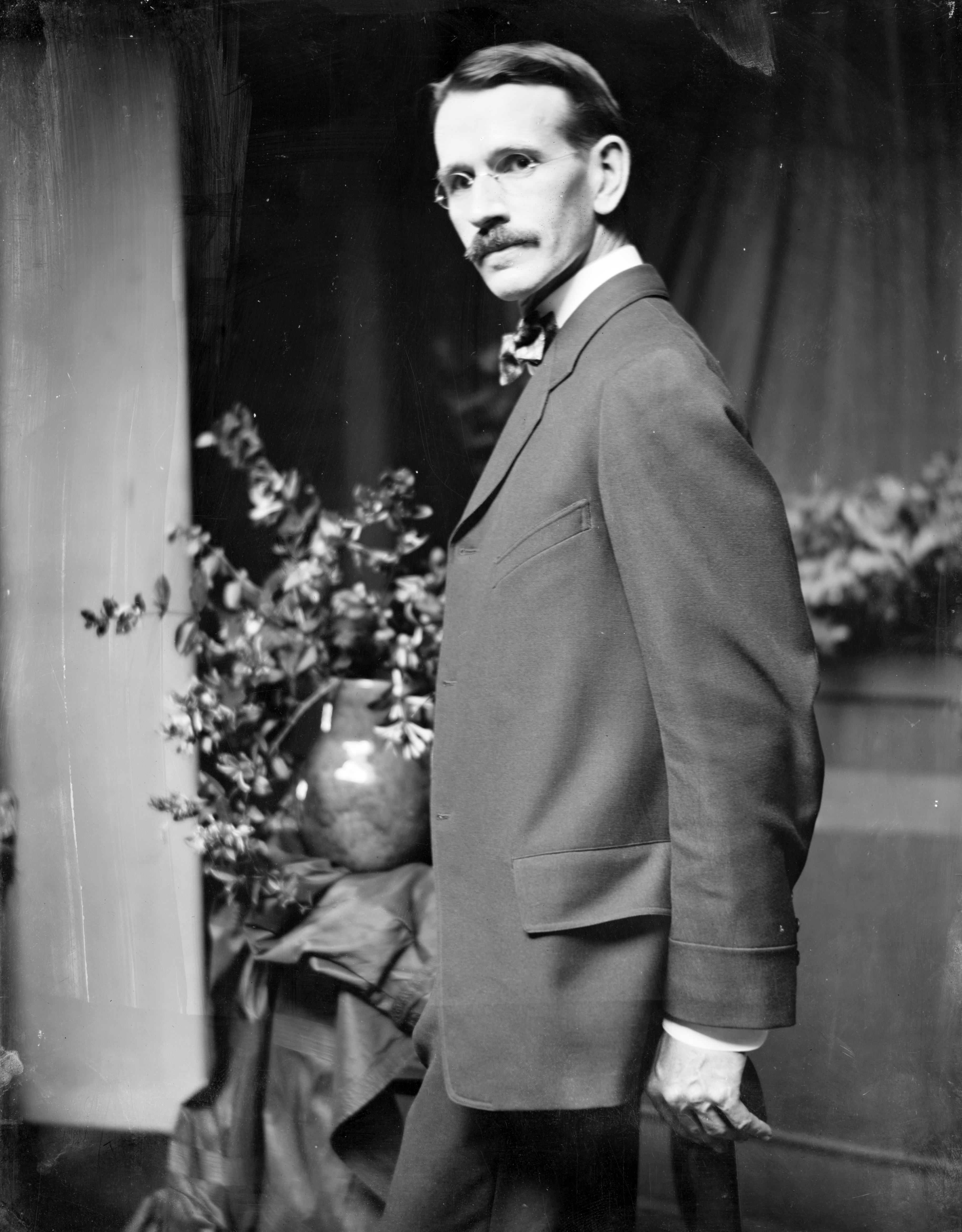
Дэвис
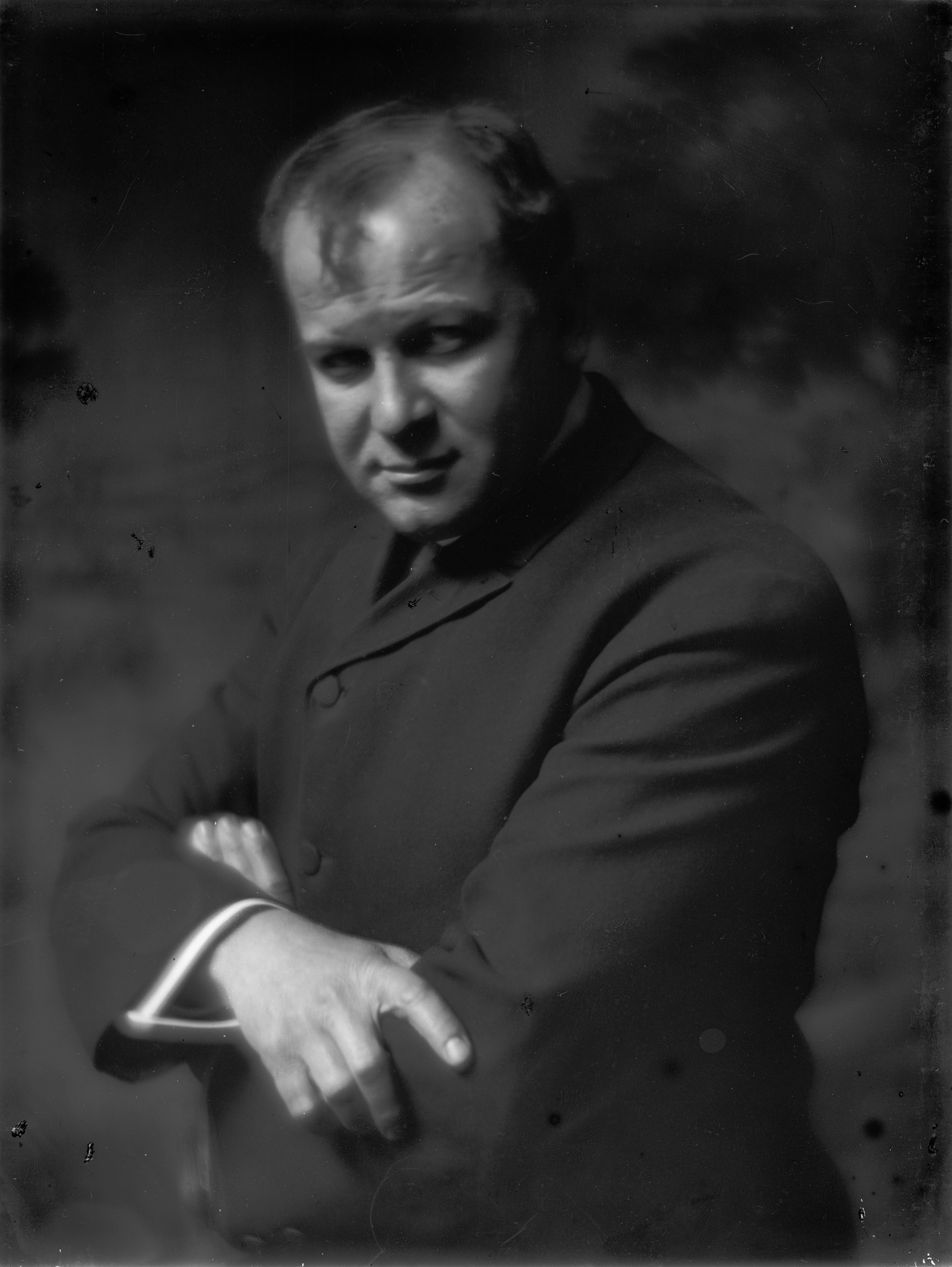
Лакс
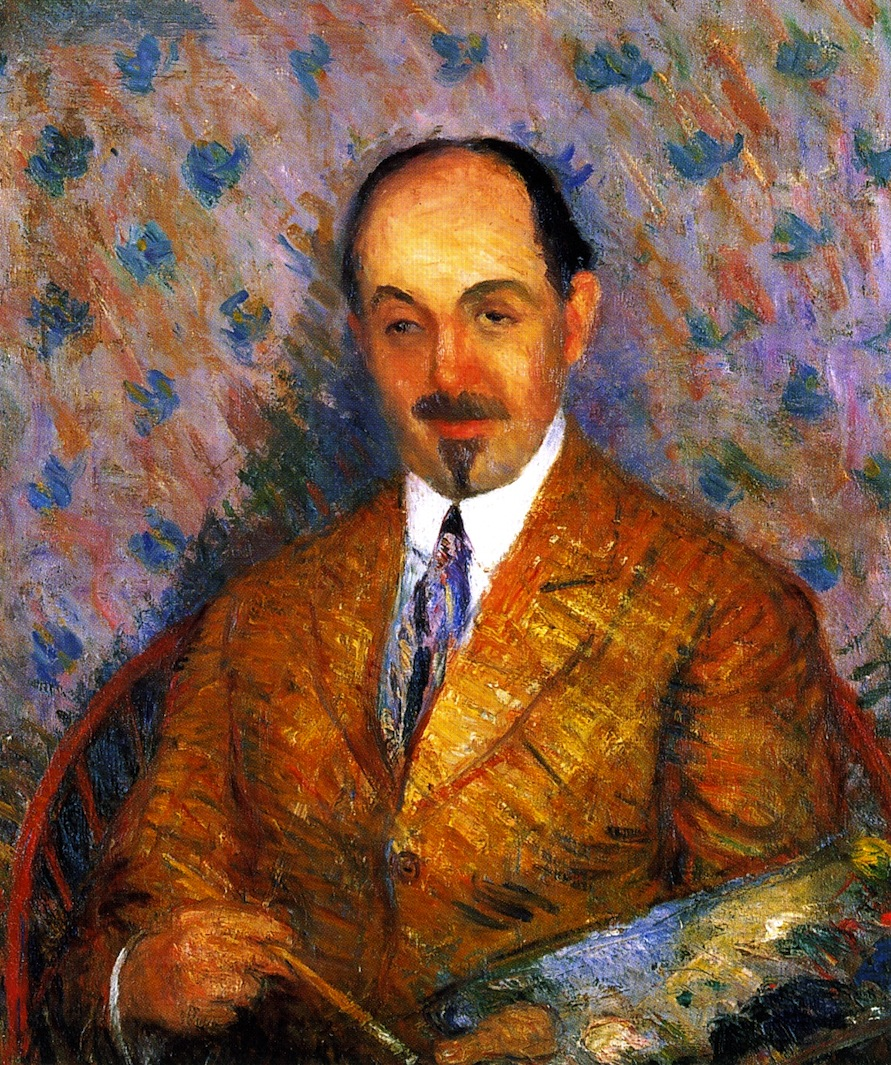
Лоусон
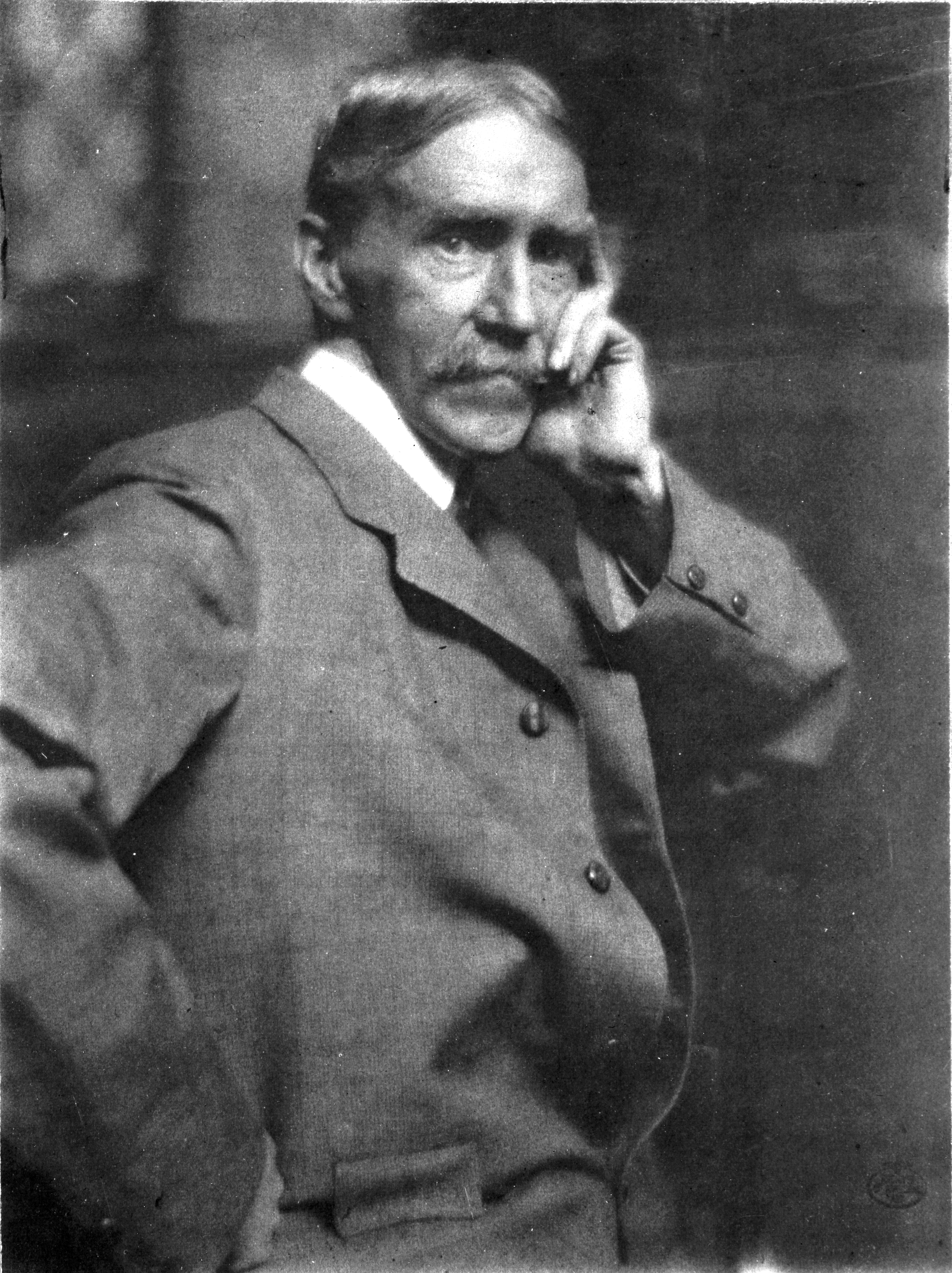
Прендергаст
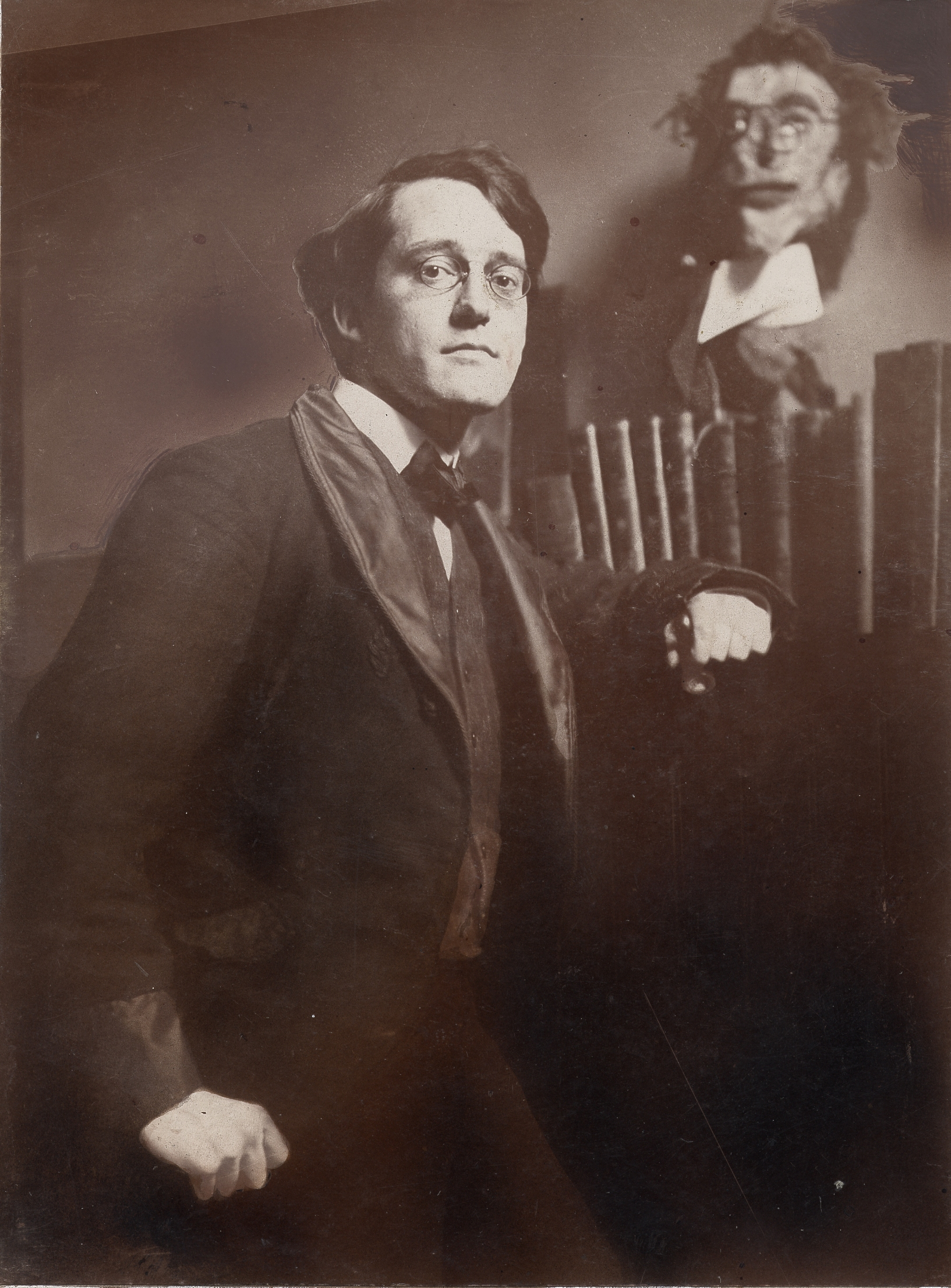
Слоан
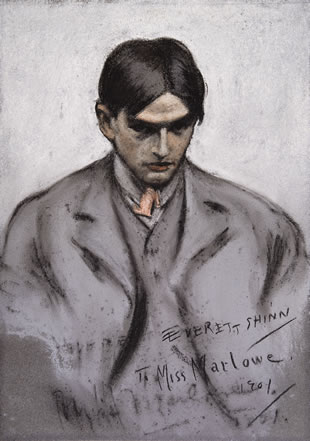
Шинн